# Egarter (Gemeinde Prägraten am Großvenediger)
Egarter  ist der Name eines Einzelhofes in der Gemeinde Prägraten am Großvenediger. Der Bauernhof gehört zur Fraktion Bobojach.

## Geographie
Der Bauernhof Egarter stellte lange Zeit den westlichsten Bestandteil der Fraktion Bobojach wieder, wobei der Bauernhof mit der Adresse Bobojach 15 rund 700 Meter westlich des Dorfkerns nördlich der Isel und bereits sehr nahe an der Fraktion Wallhorn liegt. Mittlerweile liegt westlich von Egarter mit dem Gebäude Bobojach 15a ein zusätzliches Wohnhaus. 

## Geschichte
Der Hof Egarter wurde von der Statistik Austria lange Zeit nicht eigens genannt, sondern bei Hinterbichl miteingerechnet. Erst im Zuge der Volkszählung 1951 wurde Hinterglanz mit einem Wohnhaus und acht Bewohnern extra angegeben. 1961 wurden von den Statistikern für Egarter ein Haus mit 10 Einwohnern ausgewiesen, 1971 waren es zwölf Bewohner. 1981 wies Egarter schließlich zwei Wohnhäuser mit acht Bewohnern auf, in der Folge wurde der Ortsbestandteil in den Ortsverzeichnissen der Statistik Austria nicht mehr separat ausgewiesen.